# سوزان ترامبور
سوزان إي. ترمبور، (بالإنجليزية: Susan Trumbore) عالمة في أنظمة الأرض، تركز دراساتها وأبحاثها على دورة الكربون وتأثيراتها على المناخ. تعمل مديرة معهد ماكس بلانك للكيمياء الحيوية وأستاذة علوم نظام الأرض في جامعة كاليفورنيا، إيرفين. وهي زميلة في الاتحاد الجيوفيزيائي الأمريكي والرابطة الأمريكية لتقدم العلوم ، وعضو في الأكاديمية الوطنية للعلوم، وحاصلة على وسام بنجامين فرانكلين.

## التعليم والعمل
حصلت ترمبور على بكالوريوس العلوم في الجيولوجيا من جامعة ديلاوير عام 1981 ودرجة الدكتوراه في الكيمياء الجيولوجية من جامعة كولومبيا عام 1989. حصلت على زمالات ما بعد الدكتوراه مع المعهد الفيدرالي السويسري للتكنولوجيا ومختبر لورانس ليفرمور الوطني، وانضمت إلى هيئة التدريس في جامعة كاليفورنيا، إيرفين (UCI) عام 1991، حيث تعمل حاليًا أستاذة لعلوم نظام الأرض، كما أنها مديرة مشاركة لمرفق قياس الطيف الكتلي لدورة الكربون WM Keck، ومديرة فرع الجامعة في معهد الجيوفيزياء وفيزياء الكواكب. عملت أيضًا مديرة في معهد ماكس بلانك للكيمياء الحيوية منذ عام 2009.

## البحث الحالي
ترمبور عضو في فريق المتحدثين في مركز الأبحاث التعاوني AquaDiva  وعضو في المركز الألماني لبحوث التنوع البيولوجي التكاملي iDiv . وهي منسقة مشاركة لمشروع ATTO البرازيلي/الألماني المشترك.
من المشاريع الأخرى التي تعمل عليها مشروع 14Constraint، بتمويل من منحة متقدمة من مجلس البحوث الأوروبي، ومشروع Tanguro Flux بالتعاون مع IPAM (معهد أبحاث البيئة في أمازون) ومركز وودز هول للأبحاث.

## التقدير والجوائز
انتُخبت ترمبور زميلة في الاتحاد الجيوفيزيائي الأمريكي والرابطة الأمريكية لتقدّم العلوم عام 2005. انتخبت لعضوية الأكاديمية الوطنية للعلوم في عام 2010. كُرّمت بميدالية بنجامين فرانكلين عام 2018 «لاستخدامها الرائد لقياسات الكربون المشع في الغابات والتربة لتقييم تدفق الكربون بين المحيط الحيوي والغلاف الجوي، وما لذلك من آثار على فهم تغير المناخ في المستقبل». في عام 2020 حصلت على جائزة بالزان لديناميات نظام الأرض.

## روابط خارجية
- معهد ماكس بلانك لملف الكيمياء الحيوية
- سوزان ترمبور: تنقيب الكربون